# 丁堰镇
丁堰镇，是中华人民共和国江苏省南通市如皋市下辖的一个乡镇级行政单位。

## 行政区划
丁堰镇下辖以下地区：
茄儿园社区、三河社区、三桥社区、堰南社区、凤山社区、新堰社区、皋南社区、鞠庄社区、刘海村、红桥村、朝阳村、夏圩村和赵明村。